# Кистер, Георгий Александрович
Барон Георгий Александрович Кистер (1894 — 1972) — капитан 22-го инженерного полка, герой Первой мировой войны, участник Белого движения.

## Биография
Православный. Из потомственных дворян.
Окончил Александровский кадетский корпус (1911) и Николаевское инженерное училище (1914), откуда выпущен был подпоручиком в 3-й Заамурский железнодорожный полк.
С началом Первой мировой войны, 6 августа 1914 года переведен в 22-й саперный батальон. Удостоен ордена Св. Георгия 4-й степени
За то, что будучи при 7-м Финляндском стрелковом полку, повел минную галерею под окопы противника на выс. 1251, что восточнее д. Рожанка, и неоднократно подвергая свою жизнь опасности, при производстве работ под сильным ружейным и артиллерийским огнем, успешно довел галерею до конца и 5 апреля 1915 года взорвал горн с 40 пуд. пироксилина. Взрыв в полной мере способствовал штурму и занятию неприятельской позиции, причем был уничтожен батальон австрийской пехоты, взяты пулеметы, миномет и много ружей. Неприятельская контр-минная галерея и каменистый фугас уничтожены.
Произведен в поручики 11 марта 1916 года. Пожалован Георгиевским оружием
За то, что, будучи в чине поручика, в боях 29 и 30 мая 1916 года за переправу через р. Стрыпу у д. Полисюки, лично руководя работами под сильным действительным огнем неприятеля, занимавшего западный берег реки, с явной опасностью для жизни, навел через реку мост, чем доставил возможность полку переправиться на тот берег, выбить противника и закрепиться.
Произведен в штабс-капитаны 17 июля 1916 года, в капитаны — 7 сентября 1917 года.
Назначен старшим офицером в инженерную роту 3-й Финляндской стрелковой дивизии - в 1917 со 2 января по 30 июля.
Переведен и назначен командиром 19-й отдельной саперной роты и дивизионным инженером 4-й Финляндской дивизии 30 июля по 30 сентября. Назначен и. д. штаб-офицера 49-го армейского корпуса 30  сентября по 20 октября 1917. Командирован для слушания курсов в Николаевскую Инженерную академию. Окончил младший курс академии 1 июля 1918. С момента большевистского переворота служил в тайных организациях по борьбе с большевиками (организация генерала Алексеева и Корниловский союз). С 25 октября 1917 по 4 сентября 1918 состоял при Великобританском посольстве в городе Вологда, для организации восстаний в Поволжье (Ярославль, Рыбинск, Череповец, переправка офицеров и добровольцев на Архангельск перед высадкой десанта) и подрывания железнодорожных мостов.
В Гражданскую войну участвовал в Белом движении. В сентябре 1918 года пробрался из Петрограда в Псков, где вступил в Талабский отряд Отдельного Псковского добровольческого корпуса, затем был назначен корпусным инженером того же корпуса. В ноябре 1918 года был командирован на Юг России для установления связи с гетманом Скоропадским и атаманом Красновым. Узнав об отступлении корпуса в Эстонию, решил пробираться в Добровольческую армию и прибыл в Одессу, где был зачислен на службу в разведывательное отделение штаба Командующего войсками Одесского района (7 января 1919), а затем причислен к штабу генерала Шварца в качестве штаб-офицера для поручений (7 апреля 1919). До этого воевал против петлюровцев в боях под Ровно-Здолбуново-Дубно в отряде полковника Яхонтова с 22 ноября 1918 по 10 декабря. В апреле 1919 года эвакуировался со штабом в Константинополь. Затем через Новороссийск прибыл в Екатеринодар, где был зачислен в 1-й бронепоездной дивизион ВСЮР. В качестве механика на бронепоезде "Генерал Алексеев" совершил 37 боевых выездов. 7 апреля 1920 года откомандирован в Донской Авто- броневой дивизион на должность помощника по технической части командира дивизиона. За расформированием дивизиона в составе чинов его назначен на службу в 10-й Донской казачий полк, старшим офицером 5-й сотни (19 апреля 1920). Откомандирован в распоряжение Начальника работ Перекоп – Сивашского укрепленного района и назначен на службу в 1-й Армейский инженерный батальон, куда прибыл 28 июля 1920 г. Назначен начальником поезда мастерской батальона (30 октября 1920). В Русской армии — до эвакуации Крыма. Галлиполиец. Был в составе Офицерской инженерной школы и Николаевского инженерного училища в Болгарии.
В эмиграции во Франции. Состоял вице-председателем Союза студентов-техников в Париже (1923—1924) и членом правления Русского национального объединения молодежи в Париже (1925). В 1963 году выступал в Ницце на собрании Союза русских дворян с воспоминаниями о Первой мировой войне. Был сотрудником журнала «Военная быль», в 1971 году опубликовал в журнале «Часовой» статьи «История Талабского батальона» и «История одного предательства».
Скончался в 1972 году в Ницце. Похоронен на кладбище Кокад.

## Награды
- Орден Святой Анны 4-й ст. с надписью «за храбрость» (ВП 23.07.1915)
- Орден Святого Владимира 4-й ст. с мечами и бантом (ВП 4.08.1915)
- Орден Святого Георгия 4-й ст. (ВП 30.12.1915)
- Орден Святого Станислава 3-й ст. с мечами и бантом (ВП 9.03.1916)
- Георгиевское оружие (ПАФ 10.04.1917)